# Piotr Bartoszcze
Piotr Bartoszcze (ur. 14 kwietnia 1950 w Jaroszewicach, zm. 7/8 lutego 1984 w Sławęcinie) – polski rolnik, jeden z przywódców NSZZ Rolników Indywidualnych „Solidarność”; brat Romana.

## Życiorys
Syn Michała i Genowefy. Ukończył zasadniczą szkołę zawodową w Inowrocławiu. W 1980 był współtwórcą NSZZ Rolników Indywidualnych „Solidarność Chłopska”. W kwietniu 1981 był jednym z sygnatariuszy porozumień bydgoskich z władzami PRL, w wyniku których zarejestrowany został NSZZ Rolników Indywidualnych „Solidarność”. Został internowany w stanie wojennym wraz z bratem Romanem we wrześniu 1982, więziony w ZK Włocławku-Mielęcinie, zwolniony w listopadzie tego samego roku. Po uwolnieniu kontynuował konspiracyjną działalność opozycyjną, zajmował się wydawaniem i kolportowaniem podziemnego pisma „Żywią i Bronią”. Z racji tej działalność był rozpracowywany przez Służbę Bezpieczeństwa w ramach spraw operacyjnego sprawdzenia krypt. „Spółdzielnia” i  „Uzdrowiciel” oraz sprawy obiektowego sprawdzenia krypt. „Renesans”/ „Mrowisko”.
Zamordowany między 7 a 8 lutego 1984 prawdopodobnie przez funkcjonariuszy Służby Bezpieczeństwa. Jego ciało ze śladami bicia i duszenia odnaleziono 9 lutego w studzience melioracyjnej. Śledztwo prowadzone w 1984 r. oraz wznowione w 1990 r. umarzano. W 2017 Instytut Pamięci Narodowej potwierdził zabójstwo.
12 grudnia 2006 został pośmiertnie odznaczony przez prezydenta RP Lecha Kaczyńskiego Krzyżem Komandorskim Orderu Odrodzenia Polski, a 3 lutego 2015 – Krzyżem Wolności i Solidarności.